# Liste von „Der Wormsgau“-Bänden
Der Wormsgau ist eine seit April 1926 erscheinende Zeitschrift zur Geschichte der Stadt Worms und ihres Umlands.
Die unregelmäßig, zuletzt jährlich erscheinende Publikation wird seit 1926 gemeinsam von der Stadt Worms und dem Altertumsverein Worms herausgegeben, dessen Mitgliedergabe sie auch ist. Die Zeitschrift ist nach der mittelalterlichen Gaugrafschaft Wormsgau benannt.

## Der Wormsgau 1, 1926–1933
- Wilhelm Weiler: Rheinhessen in der Eiszeit. Nach einem im Altertumsverein Worms gehaltenen Vortrag, S. 2–9.
- Daniel Weber: Das obere Eistal. 1000 Jahre baugeschichtlicher Entwicklung, S. 9–15.
- Friedrich Maria Illert: Das Ende von Maria-Münster, S. 16–21.
- Berichte (Der Altertumsverein 1914–1923; Die städtischen Sammlungen 1922–1925; Die Stadtbibliothek und das Stadtarchiv 1921–1925), S. 22–28.
- Belegsammlung (Wormser Kultur- und Kunstgeschichte), S. 28–30.
- Wormser Literatur 1920–1926, S. 30–33.
- Fritz Bender: Die Liebfrauenkirche zu Worms. Ein Beitrag zur Geschichte der Architektur am Mittel und Oberrhein im 14. Jahrhundert, S. 33–68.
- Wilhelm Martin Becker: Ein altes Lobgedicht auf WormS. Von Gottfried von Viterbo, frei verdeutscht von Wilhelm Martin Becker, S. 69.
- Erich Grill: Ein Frühwerk deutscher Tafelmalerei im Paulusmuseum der Stadt Worms, S. 70–81.
- Alfred Gernsheim: Eine Statistik von Worms aus dem Jahre 1805, S. 82–89.
- Johannes Kraus: Neue Quellen zur Wormser Ratsgeschichte (1. Liste der Mitglieder des Dreizehner-Rates in den Jahren 1557–1609; 2. Liste der Mitglieder des Gemeinen-Rats von 1440 bis 1609), S. 89–92, 122–130.
- Elisabeth Zotz: Neuerworbene Wormser Drucke des 16. Jahrhunderts im Besitze der Stadtbibliothek Worms, S. 93–100.
- Karl Esselborn: Adalbert Becker, S. 101–106.
- Wormser Literatur 1926–1927, S. 107–108.
- Erich Grill: Der Altmeister rheinhessischer Bodenforschung, S. 109–113.
- Ingeborg Winther: Bibliographie der Schriften des Geh. Sanitätsrats Dr. med. Karl Koehl, S. 114–116.
- F. Dettweiler: Das Kreuzreliquiar aus dem ehemaligen Koster Liebenau bei Worms, heute im Augustinermuseum zu Freiburg i. Br., S. 117–121.
- Friedrich Maria Illert: Der Wendepunkt der Wormser Geschichte um 1800. Beiträge zur Geschichte des alten und neuen Worms, S. 130–142, 178–187.
- Elisabeth Zotz: Aktenmäßige Zusammenstellung der in den Jahren 1803–1810 versteigerten Nationalgüter, S. 143–164.
- Alfred Schröder: Der „Stammbaum St. Ulrichs“ in der Stadtbibliothek zu Worms, S. 164–169.
- Berichte (Altertumsverein), S. 170–172.
- Alfred Gernsheim: Der Wormsgau. Sein geographisches Bild zur Karolinger Zeit nach Andreas Lamey „Pagi Wormatiensis descriptio“, S. 173–177.
- Erich Grill: Ein unbekanntes Werk des Wormser Bildhauers Konrad Meit, S. 188–190.
- Erich Grill: Alzeyer Fayencen, S. 190–194.
- Gustav Strakosch-Graßmann: Der Dichter des Nibelungenliedes, S. 195–199.
- S. Rothschild: Der Grabstein der Segira auf dem jüdischen Friedhofe zu Worms, S. 199–200.
- Johannes Kraus: Auszug aus dem Necrologium des Instituts für Weltpriester von Bartholomäus Holzhauser (Diözesan-Archiv Mainz), S. 200–202.
- Otto Heilig: Abergläubische Volksmeinungen in und um Worms am Ende des 18. Jahrhunderts, S. 202–203.
- Karl Esselborn: Johann Georg Wille in Worms, S. 204.
- Berichte (Die Städtischen Sammlungen 1926–1928; Stadtbibliothek und Stadtarchiv 1926–1928), S. 205–214.
- Neue Wormser Literatur, S. 215–216.
- Heinz Fischer: Das Wormser Zunftwesen im 18. Jahrhundert, S. 217–264.
- Berichte (Altertumsverein), S. 265–268.
- W. Metzler: Zur Wiederherstellung des ehemaligen Andreasstiftes in Worms, S. 269–308.
- Max Levy: Urkunden aus dem Wormsgau und seiner Umgegend in Luzern, S. 309–323.
- Johannes Kraus: Worms in Reiseberichten des 16. bis 18. Jahrhunderts, S. 323–325, 362–364.
- Adam Heid: Ein Beitrag zur Aufhellung alter Namensformen der Stadt Worms, S. 325.
- Berichte (Altertumsverein), S. 326–328.
- Neue Wormser Literatur, S. 328.
- Friedrich Maria Illert: Worms und die Kurpfalz. Umrisse einer historischen Beurteilung der geopolitischen Lage der Stadt Worms, S. 329–339.
- Friedrich Maria Illert: Fürstbischof Franz Ludwig, der Erneuerer des Bistums WormS. Zu seinem Gedächtnis an seinem 200. Todestag, S. 340–343.
- Gustav Strakosch-Graßmann: Beiträge zur Geschichte der Aus- und Einwanderung zu Worms und Umgebung vom 14. bis zum 18. Jahrhundert, S. 344–349.
- Wilhelm Weiler: Die Geologische Abteilung des Museums der Stadt Worms, S. 350–353.
- Friedrich Maria Illert: Die Ausgrabungen im Liebenauer Klostergebiet, S. 354–359.
- Joseph Gerlach: Die Hochheimer Krypta und ihre Wiederherstellung, S. 360–361.
- Wilhelm Martin Becker: Wo ist das Wormser bischöfliche Archiv geblieben?, S. 364–365.
- Wormser Bibliographie, S. 365.
- Berichte (Altertumsverein), S. 366–368.
- Wormser Literatur, S. 368.
- Hermann Hüther: Zur Geschichte der Magnuskirche in Worms, S. 369–385.
- Heinz Biehn: Zur Baugeschichte der Magnuskirche, S. 386–393.
- Joseph Gerlach: Der Umbau der Magnuskirche und ihre Wiederherstellung,  S. 394–397.
- Heinrich Schneider: Inhaber des Altarbenefiziums an St. Magnus zu Worms in den Jahren 1396 bis 1626, S. 398.
- Wilhelm Martin Becker: Zur politischen Stimmung in Rheinhessen während des Revolutionskrieges 1792 bis 1794, S. 398–400.
- Walter Bauer: Funde bei den Ausgrabungen in der Magnuskirche in den Jahren 1929 bis 1931. Funde bei den Ausgrabungen in der Pauluskirche (1928), S. 400.

## Der Wormsgau 2, 1934–1943
- Johannes Kraus: Aus der Geschichte der Wormser Klosterbibliotheken. Altwormser Klosterbestände in der Handschriftenabteilung der Mainzer Stadtbibliothek, S. 1–5.
- Gustav Jacob: Der Bildhauer Paul Egell in WormS. Das Grabdenkmal des Kurfürsten und Bischofs Franz Ludwig von Pfalz-Neuburg im Dom, S. 5–12.
- Carl Villinger: Wormser Geschichtsschreiber. 1. Johann Friedrich Schannat als Geschichtsschreiber des Bistums Worms, S. 13–19.
- Heinz Biehn: Eine Empiretapete im Schloß zu Herrnsheim, S. 19–21.
- Alois Seiler: Die Wormser Mauerbauordnung, S. 22–23.
- Ernst Rink: Der Torso eines Genius im Museum der Stadt Worms, S. 23–25.
- Heinz Biehn: Römisches Frauengrab aus Heßloch, S. 25–28.
- Heinz Biehn: Meister Eckehard und die Wormser Hohlmaße. Ein Beitrag zur Geschichte des Erzgusses, S. 29–33.
- Karl Lepper: Die Wüstung „Glesweiler“, S. 34–35.
- Walter Bauer: Zur Datierung der Fresken in Mühlheim an der Eis, S. 35–37.
- Karl Kollnig: Worms und Kurpfalz im Streit um die drei Dörfer Hemsbach, Laudenbach und Sulzbach, S. 37–38.
- Neue Wormser Literatur, S. 38–40.
- Josef Giesen: Thomas Coryats Eindrücke von Worms im Jahre 1608, S. 41–48.
- Carl Lepper: Von alten Rheinläufen und der Geschichte des Biedensandes, S. 48–57.
- Ernst Jungkenn: Die Verlegerfamilien Theodor de Bry – Matthäus Merian der Ältere und ihre Beziehungen zu Oppenheim a. Rhein, S. 58–61.
- Eduard Berlet: Die Lorscher Königshalle in ihrer Abhängigkeit von der Ideenwelt des Germanentums, S. 62–65.
- P.T. Kessler: Reiche spätmittelalterliche Glas- und Keramikfunde auf dem Domberg in Worms, S. 66–79.
- Walter Bauer: Zur Lage und Form der Fundstellen auf dem Domberg, S. 79–83.
- Walter Bauer: Unbekannte Tonmodel. Ein kleiner Beitrag zur mittelrheinischen Kunst , S. 83–88.
- Friedrich Maria Illert: Bericht über die Ausgrabungen bei der ehemaligen Amanduskirche zu Worms, S. 88–89.
- Walter Bauer: Die Baugeschichte der Amanduskirche, S. 89–96.
- Walter Bauer: Eine doppelseitige Gußform für spätbronzezeitliche Sicheln, S. 96–97.
- Walter Bauer: Eine kleine Grabenanlage in Alsheim, S. 97–98.
- Walter Bauer: Ein alamannisches Reitergrab aus Hofheim i. Ried, S. 98–100.
- Walter Bauer: Eine unbekannte spätgotische Plastik in Worms, S. 100–101.
- Carl Lepper: Der Abtstein, S. 101–102.
- Friedrich Mössinger: Wormser Grenzsteine, S. 102–103.
- Friedrich Mössinger: Ein Grenzpunkt der Heppenheimer Mark, S. 104.
- Hans Christoph Schöll: Borbetomagus-WormS. Ein Beitrag zur Sprach- und Religionsgeschichte unseres Volkes, S. 105–109.
- Friedrich Maria Illert: Forum Germanum. Umrisse zur Geschichte der Wormser Königspfalz, S. 110–125.
- Adolf Heiß: Versuch einer Rekonstruktion der Wormser Königspfalz, S. 126–139.
- Ernst Jungkenn: Die Gemmingen, Dalberg, Frankenstein und der Oppenheimer Ritterbrunnen. Gedanken zu seiner Wiederherstellung, S. 140–144.
- Fritz Arens: Alte Reiseberichte über WormS. Worms im Jahre 1660, S. 145–150.
- Josef Giesen: Französischer Besuch in Worms im Jahre 1664, S. 151–152.
- Josef Giesen: Kleine Zitate aus dem 16. Und 17. Jahrhundert, S. 152–154.
- Wilhelm Weiler: Bericht über das Ergebnis der Grabungen in Pfeddersheim, S. 155–158.
- Walter Bauer: Eine Siedlung der späten Hallstatt- und frühen La-Tène-Zeit im Pfaffenwinkel bei WormS. Bericht des Museums der Stadt Worms, S. 159–189.
- Friedrich Maria Illert: Zur Frage der Embede, Warbede und Wilbede, S. 189–190.
- Walter Bauer: Wormser Bauschule: Die Kuppel von St. Martin zu Worms, S. 190–191.
- Friedrich Maria Illert: Ein interessanter Kupferstich aus dem Jahr 1598. „D. Mart. Luther In Pathmo 1521“, S. 192.
- Literarische Mitteilungen (Besprechungen), S. 193–194.
- Neue Wormser Literatur, S. 194–196.
- Friedrich Maria Illert: Die Reichsbedeutung der Stadt WormS. Hinweis auf die geographische Lage der Stadt und ihre Auswirkungen, S. 197–220.
- Georg Wiesenthal: Das Wormser Stadtgebiet in vor- und frühgeschichtlicher Zeit, mit einer archäologischen Siedlungskarte, S. 220–233.
- Karl Gruber: Der Wormser Dombezirk, S. 234–241.
- Friedrich Maria Illert: Pfeifermarsch, Gesellentanz und Stadtfahnen, S. 241–249.
- Karl Schmoll von Eisenwerth: Meine Nibelungenbilder im Rathaus zu Worms, S. 249–255.
- Wilhelm Weiler: Eine eiszeitliche Jagdstelle bei Monsheim. Bericht über die Grabung des Jahres 1938, S. 256–257.
- Friedrich Maria Illert: Das Königsportal des Wormser Domes, S. 258.
- Friedrich Maria Illert: Die Altarflügel des Wormser Domes aus dem 13. Jahrhundert, S. 259–260.
- Rudolf Schwarz: Monumentum CrudelitatiS. Eine Medaille auf die Zerstörung der Stadt Worms 1689, S. 260.
- Fritz Arens: Die Grabplatten der Dalberg in der Herrnsheimer Kirche, S. 261–262.
- Dietrich von Gladiß: Judei et coeteri Uvormatienses?, S. 262–263.
- Josef Giesen: Das Bild der Hostienmühle in Worms, S. 263–264.
- Josef Giesen: Pfeffer, Filz und Handschuhe, S. 264–265.
- Otto Höfel: Die Steinkreuze Rheinhessens, S. 266–272.
- Ernst Jungkenn: Neue Urkunden der Oppenheimer Katharinenkirche, S. 272–273.
- Joseph Giesen: Alte Reiseberichte über Worms, Frankenthal und Oppenheim, S. 273–274.
- Literarische Mitteilungen, S. 274–276.
- Cornelius Wilhelm Karl von Heyl zu Herrnsheim: Die Oberrheinlandschaft, S. 277–279.
- Wilhelm Weiler: Die Oberrheinische Tiefebene, ihr Werdegang und ihre älteste Kultur, S. 279–283.
- Joseph Giesen: Die Malereien an den Schauseiten des Wormser Bischofshofs und der Münze, S. 284–287.
- Peter Engel: Die Dalberger Freigüter in Guntersblum, S. 288–296.
- Alois Seiler: Das Weistum der Dörfer Roxheim, Bobenheim, Mörsch, Horchheim, Weinsheim und Wiesoppenheim, S. 297–300.
- Adam Gottron: Beiträge zur Orgelgeschichte der Oppenheimer Katharinenkirche, S. 300–306.
- Adam Gottron: Beiträge zur Kirchenmusikgeschichte der katholischen Gemeinde von Oppenheim, S. 306–310.
- Carl Villinger: „Karle, der arme Mann“ zu Worms, S. 310–312.
- Friedrich Maria Illert: Vor dem Ende der wehrhaften Stadtbefestigung, S. 312–313.
- Josef Giesen: Die Herefordkarte, S. 313–314.
- Josef Giesen: Nochmals Pfeffer, Filz und Handschuhe, S. 314.
- Friedrich Maria Illert: Das Abenheimer Zunftschild im Museum der Stadt Worms, S. 314–315.
- Josef Giesen: Konrad von Worms, der älteste Glockengießer in der Moselgegend, S. 316.
- Josef Giesen: Das Bild der Hostienmühle in Worms, S. 316.
- Literarische Mitteilungen, S. 316.
- Cornelius Freiherr Heyl zu Herrnsheim: 50 Jahre Kunstrat des Wormser Domes, S. 317–319.
- Rudolf Kautzsch: Der Meister des Westchores des Wormser Domes, S. 319–321.
- Heinz Rudolf Rosemann: Der Westchor des Wormser Domes, S. 321–326.
- Frühere Entwürfe für die Verglasung der Westchorfenster, S. 327–328.
- Hans-Christoph von Oidtmann: Entwürfe für eine Ausgestaltung des Wormser Westchores aus den Jahren 1935 bis 1937, S. 328–334.
- Dominikus Böhm: Die neue Verglasung der Westchorfenster im Wormser Dom, S. 335–337.
- Friedrich Maria Illert: Der Königschor des Wormser DomeS. Versuch einer Deutung der Funktion des Westchores des Wormser Domes, S. 337–344.
- Hans Kempe: Die alte Straßenverbindung Worms–Frankfurt. Neue Feststellungen des Dreieichforschers Georg Wehsarg, Egelsbach, S. 344–347.
- Hans Kempe: Der Lorscher Wildbann (Forehahi) und sein Weistum, S. 348–356.
- Friedrich Maria Illert: Neue Ausgrabungen am Adlerberg, S. 356–367.
- Wilhelm Weiler: Knochen und Knochenwerkzeuge aus der Grabung am Adlerberg im Jahre 1940, S. 368–371.
- Friedrich Maria Illert: Ausgrabungen in der Flur „Hammelsbett“ (Lampertheim), S. 371–374.
- Ernst Jungkenn: Oppenheim, die Köbelstadt, S. 375–379.
- Gustav Deggau: Das erste Neue Testament in englischer Sprache – ein Wormser Druck, S. 379–380.
- Joseph Giesen: Wormser Studenten auf der alten Universität Köln, S. 380–382.
- Joseph Giesen: Oppenheimer und Alzeyer auf der alten Universität Köln, S. 383.
- Joseph Giesen: Wormser Studenten in Wittenberg im Jahrhundert der Reformation, S. 383–385.
- Fritz Arens: Der silberne Atzmann im Wormser Dom, S. 385–386.
- Hans-Christoph von Oidtmann: Die Grabplatte des Abtes Gilbert von Maria Laach in dem Rheinischen Landesmuseum zu Bonn, S. 387.
- Fritz Arens: Ein gotischer Kelch aus Worms, S. 388.
- Anna Maus: Ein kurfürstlicher Pfarrkirchenchor in Frankenthal, S. 388–390.
- Friedrich Maria Illert: Zur Frage des Königschores, S. 390.
- Josef Giesen: Pfeffer und Handschuhe für Worms, S. 391.
- Literarische Mitteilungen, S. 391–392.
- Friedrich Maria Illert: Cornelius Wilhelm Freiherr Heyl zu Herrnsheim. Ehrenbürger der Stadt Worms – Ehrenmitglied des Altertumsvereins WormS. Zu seinem hundertsten Geburtstag am 10. Februar 1943, S. 393–419.

## Der Wormsgau. Sonderausgabe 1940
- Gedenkjahr 1939. 31. Mai: 250. Jahrestag der Zerstörung von 1689. 20. November: 50. Jahrestag der Einweihung des Städtischen Spiel- und FesthauseS. 22. Dezember: 90. Geburtstag Friedrich von Schoens, des Schöpfers des Spiel- und Festhauses.

## Der Wormsgau 3, 1951–1958
- Friedrich Maria Illert: Probleme der Wormser Geschichtsforschung, S. 1–7.
- Richard Gaettens: Der Konterfetter Hans Schwarz auf dem Reichstag zu Worms 1521, S. 8–17.
- Hellmuth Gensicke: Die Königspfalz Eisenberg, S. 17–21.
- Elisabeth Zotz: Nachrichten von einigen Ratsherren aus der Zorn-Meixnerschen Chronik S. 406, S. 21–26.
- Bilanz 1951. Summarischer Bericht des Direktors der Städtischen Kulturinstitute und Denkmalpflegers, S. 26–47.
- Literatur, S. 48.
- Hellmuth Gensicke: Beiträge zur Wormser Stadtbeschreibung des Hochmittelalters, S. 49–63.
- Ernst Christmann: Eisenbergs „Palatium Regium“ und andere fränkische Königshöfe an einstigen Römerstrassen der Pfalz, S. 64–69.
- Karl Heinz Armknecht: Die Ahnen berühmter Wormsgauer. 1. Charitas Meixner, S. 69–72.
- Hans Fritzen: Über die Wormser und Frankenthaler Glockengiesser, S. 73–79.
- Hellmuth Gensicke: Johannes Heydekyn von Sonsbeck, der Verfasser der Kirschgartener Chronik, S. 79–83.
- Hellmuth Gensicke: Die Insassen der Augustiner-Chorherrenklöster Kirschgarten, Großfrankenthal und Höningen im Jahre 1496, S. 84–87.
- Bericht über die Kulturinstitute der Stadt Worms im Jahre 1951/52, S. 87–96.
- Johannes Emil Gugumus: Die Matrikel der Universität Basel, S. 96.
- Walter Hotz: Der „Hausbuchmeister“ Nikolaus Nievergalt und sein Kreis, S. 97–125.
- Alois Seiler: Die Besitzungen des Hochstifts Worms nördlich des Maines, S. 126–131.
- Hellmuth Gensicke: Die Kapelle St. Kilian zu Worms, S. 131–136.
- Friedrich Maria Illert: Kaiserpfalz und Bischofshof in Worms, 136–148.
- Hellmuth Gensicke: Die Tischdienstordnung der Wormser Ratsherren von 1513/14, S. 149.
- Karl Heinz Armknecht: Die Ahnen berühmter Wormsgauer. 2. Johann Nikolaus Götz, S. 150–151.
- Karl Heinz Armknecht: Wormser Familienwappen. Ratsherren, S. 151.
- Berichte. Tätigkeitsbericht der Kulturinstitute der Stadt Worms 1952/53, S. 152–156.
- Ernst Stephan: Die alte Stadt Oppenheim. Ihre Baugeschichte seit den Anfängen, S. 157–178.
- Bodo von der Au: Die Balthasar-Neumann-Kirche in Hofheim im Ried, S. 179–186.
- Bodo von der Au: Eine unbekannte Entwurfs-Zeichnung für den Wambolder Hof in Worms, S. 187–193.
- Hellmuth Gensicke: Die Ratsherren-Verzeichnisse der Reichsstadt Worms, S. 193–197.
- Heinrich Beckenbach: Wendelin Weissheimer. Ein rheinhessischer Kapellmeister-Komponist, S. 198–205.
- Richard Gaettens: Zum Werke des Conrat Meit von WormS. Medaillen und Medaillons, S. 206–224.
- Hellmuth Gensicke: Ritter Dirolf von Hochheim. Der Gründer des Klosters Himmelskron zuHochheim, S. 224–227.
- Eugen Kullmann (Übersetzer): Die Vorrede zum Buche „Roqeach“, das ist der „Salbenmischer“ des Rabbi Eleasar Ben Jehuda von Worms 1160–1238, S. 228–231.
- Georg Illert: Skizze der Entwicklung der Stadt Worms von der vorgeschichtlichen Zeit bis zum Hochmittelalter,  S. 232–239.
- Bericht des Museums der Stadt WormS. 1. Januar 1953 bis 31. Dezember 1954, S. 240–243.
- Karl Heinz Armknecht: Wormser Familienwappen. 2. Ratsherren, S. 244.
- Norbert Scheele: Siegener und Olper Eisenhändler in Worms, Speyer und Frankenthal (1614), S. 244.
- Diether Weirich: Zwei figurale Steinreliefs in Worms, S. 245.
- Karl Heinz Armknecht/Heinrich Beckenbach: Die Ahnen berühmter Wormsgauer. 3. Wendelin Weissheimer, S. 245–247.
- Buchbesprechungen, S. 248.
- Gerhard Pietzsch: Zur Geschichte der Musik in Worms bis zur Mitte des 16. Jahrhunderts, S. 249–282.
- Wolfgang Medding: Die Jugendwerke des Bildhauers Konrad Meit von Worms, S. 282–305.
- Walter Hotz: Nikolaus Nievergalt von Worms in der spätgotischen Malerei. Neue Beiträge zur Hausbuchmeisterfrage, S. 306–316.
- Hellmuth Gensicke: Wormser Zunftsiegel, S. 317–326.
- Rolf Kilian: Die Stromer in WormS. Ein Beitrag zur Wormser Stadt- und Personengeschichte, S. 327–328.
- Karl Heinz Armknecht: Die Bewohner des Roten Hauses, S. 328–329.
- Karl Heinz Armknecht: Die Ahnen berühmter Wormsgauer. 4. Jakob Friedrich von Rühle, S. 329–330.
- Karl Heinz Armknecht: Wormser Familienwappen. 3. Ratsherren, S. 330.
- Carl Lepper: Vom ehemaligen Torfstich im Lampertheimer Bruch, S. 330–331.
- Hermann Schmitt: Eine Bittschrift des Herrnsheimer Pfarrers Sambuga (1793), S. 332–335.
- Tätigkeitsberichte der Städtischen Kulturinstitute 1953–1955, S. 335–341.
- Bibliographie 1950–1955, S. 342–347.
- Buchbesprechungen, S. 347–350.
- Heinrich Beckenbach: Die Flurnamen der Gemarkung Osthofen. Ein Beitrag zur Orts- und Heimatgeschichte,  S. 353–377.
- Hermann Deicke: Eine Kriegskarte des Mittelrheingebietes aus dem Jahr 1745, S. 378–384.
- Peter Wackwitz: Gab es ein Burgunderreich in Worms ? Beiträge zu den geschichtlichen Grundlagen der Nibelungensage, S. 384–390.
- Hans Reuß: Um Zoll, Geleit und Wachen. Zur Vergangenheit der beiden Wehrzollhäuser am Wormser Rheinfahr, S. 391–403.
- Rolf Kilian: Der Gebietsaustausch von 1706 zwischen dem Hochstift Worms, der Kurpfalz und Nassau, S. 404–405.
- Hans Reuß: Aus den letzten Tagen der Veste „Zum Stein“, in: Der Wormsgau 3 (1951–1958), S. 405–406.
- Karl Heinz Armknecht: Wormser Familienwappen. 4. Ratsherren, S. 406.
- Andreas Michalski: Bischof Crotulf von WormS. Gründer der Kirche St. Peter zu Wimpfen im Tal, S. 407–408.
- Ludwig Held: Vorgänge um rheinhessische Simultaneen im Frühjahr 1714, S. 408–411.
- Otto Böcher: Ein jüdischer Grabstein aus vorchristlicher Zeit in Worms, S. 412–413.
- Otto Böcher: Sechs neugefundene Grabsteine vom Wormser „Judensand“, S. 413–415.
- Otto Böcher: Vermauerte Wappensteine in Oppenheim, S. 413.
- Tätigkeitsberichte der Städtischen Kulturinstitute 1956 und 1957, S. 416–426.
- Tätigkeitsbericht der Denkmalpflege 1956 und 1957, S. 426–427.
- Tätigkeitsbericht der Volkshochschule 1956/57 und 1957/58, S. 427.
- Bibliographie, S. 428–429.
- Buchbesprechungen, S. 429–432.
- Hermann Schmitt: Liebfrauen in WormS. Stift und Kirche nach einem Visitationsprotokoll von 1718/19, S. 433–452.
- Protocollum Quottidianum. Tägliches Protokoll über die verschiedenen Nöte und Bedrängnisse der Kirche bei der Wormser Katastrophe im Jahre 1689, verfaßt von dem hochwürdigen, hochgeehrten Herrn Dekan an St. Martin Petrus Dorn, Franz Como (Übers.), S. 453–465.
- Karl Heinz Armknecht: Über Minnesängerwappen und Volker von Alzey, S. 466–473.
- Otto Böcher: Zwei spätgotische Taufsteine der Wormser Schule im Kreis Alzey, S. 474–475.
- Otto Böcher: Jüdisches Kunsthandwerk in den Sammlungen des Museums der Stadt Worms, S. 475–477.
- Hans Huth: Eine Zeichnung des Turmes der Dreifaltigkeitskirche in Worms aus dem Jahre 1826, S. 477.
- Karl Heinz Armknecht: Wormser Familienwappen. 5. Ratsherren, S. 478.
- Wolfgang Klötzer: Schulze Delitzsch an Markus Edinger. Zwei Briefe zur Geschichte der Fortschrittspartei und des Genossenschaftswesens, S. 478.
- Wolfgang Klötzer: Johannes Ronge an die Frauen von WormS. Zur Geschichte der deutschkatholischen Bewegung, S. 479–480.
- Tätigkeitsbericht der Städtischen Kulturinstitute 1958, S. 480–485.
- Tätigkeitsbericht der Denkmalpflege 1958/59, S. 485.
- Tätigkeitsbericht der Volkshochschule 1958/59, S. 485.
- Bibliographie, S. 486–488.

## Der Wormsgau 4, 1959–1960
- Hans Huth: Die romanische Basilika zu Bechtheim bei Worms, S. 5–97.
- Otto Böcher: Gotische Löwentaufsteine im Gebiet der ehemaligen Diözesen Mainz, Worms und Speyer, S. 97–102.
- Otto Böcher: Eine hebräische Inschrift am Martinsplatz, S. 103.
- Otto Böcher: Jüdisches Kunsthandwerk in den Sammlungen des Museums der Stadt Worms, S. 103–105.
- Hermann Deicke: Besitzstand des Hochstifts Worms in Wagners „Das Rhein-Main-Gebiet vor 150 Jahren (1787)“, S. 105–106.
- Karl Heinz Armknecht: Wormser Familienwappen. 6. Familien mit Drachenwappen, S. 106.
- Tätigkeitsbericht der Städtischen Kulturinstitute Worms für die Jahre 1959 und 1960, S. 107–117.
- Bericht des Altertumsvereins Worms e.V., S. 118.
- Bibliographie 1959 und 1960, S. 119–126.
- Buchbesprechungen, S. 127–135.

## Der Wormsgau 5, 1961–1962
- Detlev Johannes: Bibliographie Friedrich M. Illert, S. 9–30.
- Otto Böcher: Die Entwicklung des Löwentaufsteins in der hessischen und rheinfränkischen Gotik, 31–84.
- Fritz Arens und Otto Böcher: Studien zur Bauplastik und Kunstgeschichte der Johanneskirche zu Worms, S. 85–107.
- Josef Benzing: Peter Schöffer d. J. zu Worms und seine Drucke (1518–1529), S. 108–118.
- Karl Heinz Armknecht: Der Krappenbau, S. 119–121.
- Hermann Ament: Eine merowingische Schnellwaage aus Rudelsheim, S. 121–122.
- Karl Heinz Armknecht: Wormser Familienwappen. 7. Ratsherren, S. 122.
- Karl Heinz Armknecht: Eine Wormser Stadtansicht von 1779, S. 122.
- Tätigkeitsbericht der Städtischen Kulturinstitute Worms für das Jahr 1961, S. 123–127.
- Bericht des Altertumsvereins Worms e.V. 1961, S. 127.
- Bibliographie 1961, S. 128–132.
- Buchbesprechungen, S. 133–136.

## Der Wormsgau 6, 1963–1964
- Joachim Hotz: Balthasar Neumanns Hochaltar im Wormser Dom, S. 9–25.
- Fritz Arens: Die Errichtung des Hochaltars im Wormser Dom, S. 25–42.
- Helmut Hartmann: Die Wappen am Chorgestühl des Wormser Doms, S. 42–49.
- Hermann Deicke: Die Burgen von Eberbach am Neckar und ihre historische Beziehung zu Worms, S. 50–66.
- Karl-Heinz Mistele: Zur Überlieferung der römischen Inschriften vom Speyerertor in Worms, S. 67–68.
- Otto Böcher: Nachtrag zu: Die Entwicklung des Löwentaufsteins in der hessischen und rheinfränkischen Gotik, S. 68–70.
- Hans Reuß: Die Stuckdecke im Rathaus zu Bürstadt, S. 70–73.
- Walter G. Rödel: Eine Visitation der Wormser Kommende des Johanniter-Ritter-Ordens aus dem Jahre 1765, S. 73–78.
- Walter Bauer: Rest eines fränkischen Sarkophagdeckels in Hohensülzen, S. 79.
- Otto Böcher: Frühromanische christliche Grabstelen in Worms, S. 79–80.
- Otto Böcher: Wohnflügel und romanisches BadhauS. Zwei verschwundene Gebäude des Wormser Synagogenbezirks, S. 80–81.
- Otto Böcher: Die Kanzel der katholischen Pfarrkirche in Osthofen, S. 82–83.
- Josef Giesen: Wormser Studenten auf der alten Universität Siena, S. 83.
- Karl Heinz Armknecht: Wormser Familienwappen. 8. Hochheimer Familien, S. 84.
- Karl Heinz Armknecht: Der Ratsherrenschautaler von 1625, S. 84–85.
- Tätigkeitsbericht der Städtischen Kulturinstitute Worms für die Jahre 1962 und 1963, S. 86–96.
- Bericht des Altertumsvereins Worms e.V., S. 97.
- Bibliographie 1962/63, S. 98–103.
- Buchbesprechungen, S. 104–108.

## Der Wormsgau 7, 1965–1966
- Friedrich Maria Illert: Zeitgeschichte und Dombau. Ein Beitrag zur Frage der Datierung des Wormser Dombaues, S. 9–36.
- Otto Böcher: Eine Wormser Ofenplatte des Philipp Soldan zum Frankenberg, S. 36–40.
- Paul Michel: Täufer, Mennoniten und Quäker in Kriegsheim bei WormS. Das Täufertum bis zum 30jährigen Krieg, S. 41–52.
- Albert Cappel: Wormser Bürger und Einwohner in den Pfeddersheimer Ratsprotokollen des 17. Jahrhunderts, S. 52–60.
- Kurt Becker: Aus einer Quelle zur Geschichte der rheinischen Juden im 12. Jahrhundert, S. 60–63.
- Otto Böcher: Der Taufstein der protestantischen Pfarrkirche zu Klein-Bockenheim, S. 63–64.
- Karl Heinz Armknecht: Die Eulenburg, S. 64–65.
- Karl Heinz Armknecht: Wormser Familienwappen. 9. Reformierte Familien, S. 65.
- Otto Böcher: Ein barocker Wormser Toradeuter und seine Mannheimer Stifterin, S. 66.
- Karl Heinz Armknecht: Fritz Muth, S. 66–67.
- Tätigkeitsbericht der Städtischen Kulturinstitute Worms für die Jahre 1964 und 1965, S. 68–78.
- Bericht des Altertumsvereins Worms e.V. 1964 und 1965, S. 78–79.
- Bibliographie 1964 und 1965, S. 79–84.
- Buchbesprechungen, S. 84–88.

## Der Wormsgau 8, 1967–1969
- Bernhard Stümpel: Latènezeitliche Funde aus WormS. Beiträge zur Latènezeit im Mainzer Becken VII, S. 9–32.
- Otto Böcher: 2. Nachtrag zu: Die Entwicklung des Löwentaufsteins in der hessischen und rheinfränkischen Gotik, S. 32–34.
- Klaus Wagner: Ein Sohn des Kolumbus in Worms zur Zeit des Reichstages 1521, S. 34–37.
- Klaus Wagner: Eine Beschreibung der Stadt Worms aus dem 18. Jh. Aus dem Reisetagebuch des Sevillaners Diego Alejandro de Gálvez, S. 38–40.
- Fritz Reuter: Zum Reisebericht des Diego Alejandro de Gálvez, S. 40–41.
- Fritz Reuter: Johann Philipp Bandel (1785–1866). Ein Wormser Demokrat, Altertümer- und Kunstsammler im 19. Jahrhundert, S. 41–67.
- Otto Böcher: Die frühromanischen Wormser Christusreliefs, S. 68–69.
- Otto Böcher: Altdeutsches Schützenbrauchtum auf Philipp Soldans Wormser Ofenplatte, S. 69–70.
- Otto Böcher: Daniel Bonin, S. 70–72.
- Fritz Reuter: Franz Rorbach, Werkmann am Wormser Dominikanerkloster im 15. Jahrhundert, S. 72–73.
- Karl Heinz Armknecht: Wormser Familienwappen. 10. Notare, S. 73–74.
- Tätigkeitsbericht der Städtischen Kulturinstitute Worms für die Jahre 1966, 1967 und 1968, S. 74–92.
- Bericht des Altertumsvereins Worms e.V. 1966, 1967 und 1968, S. 92–93.
- Wormser Bibliographie 1966, 1967 und 1968, S. 101–107.
- Bibliographie Friedrich M. Illert, S. 107–108.
- Buchbesprechungen, S. 108–112.

## Der Wormsgau 9, 1970–1971
- Otto Böcher: Zell und Mölsheim im 18. Jahrhundert. Ein Beitrag zur pfälzisch-rheinhessischen Ortsund Sozialgeschichte, S. 5–29.
- Karl Heinz Armknecht: Wormser Familienwappen. 11. Pfarrer, S. 30.
- Wilhelm Weiler: Der Wormser alte Judenfriedhof, S. 31–32.
- Albert Schramm: Heinrich Scherer, ein Wormser Schulmann als Wegbereiter moderner Schulpädagogik, S. 33–47.
- Carola Kaufmann-Levy: „Judensachen“ aus dem Fürstlichen Leiningenschen Archiv in Amorbach, S. 48–53.
- Karl Heinz Armknecht: Die Wormser Stadtmauern, S. 54–65.
- Hans Huth: Zwei weniger bekannte Stadtpläne und eine Ansicht des 17. Jh. von Worms, S. 66–68.
- Fritz Reuter: Grabsteine und Epitaphien in St. Martin in Worms, S. 69–82.
- Georg Illert: Die „Villinger-Schenkung“, S. 83.
- Tätigkeitsbericht der Städtischen Kulturinstitute Worms für die Jahre 1969 und 1970, S. 84–93.
- Bericht des Altertumsvereins Worms e.V. 1969 und 1970, S. 94–95.
- Buchbesprechungen, S. 96–100.

## Der Wormsgau 10, 1972–1973
- Elli Eich-Francke: Ein neues Glockenbechergrab aus Bodenheim im Kreis Mainz-Bingen und verwandte Vorkommen in Rheinhessen: S. 5–10.
- Gerhard Merkel: Zur Vergangenheit der protestantischen Kirche von Zell in der Pfalz. Zugleich eine Darstellung der kirchlichen Verhältnisse des Ortes vom 16. bis 18. Jahrhundert, S. 11–23.
- Ludwig Hepding: Anton Woensam von WormS. Maler und Illustrator des frühen Kölner Buchdrucks, S. 24–28.
- Fritz Reuter: Pfeifer, Trompeter, Posauner – Quellen zur Wormser Musikgeschichte, S. 29–49.
- Erich Schmitt: Die Ofenplattensammlung im Museum der Stadt Worms, S. 50–54.
- Hans Huth: Die Bäckerei Bassermann in der Hafergasse zu Worms, S. 55.
- Otto Böcher: Worms im Schreckensjahre 1689, S. 56–59.
- Otto Böcher: Varia zu Bau und Ausstattung der Wormser Synagoge, S. 59–61.
- Wormser Bibliographie 1969–1972, S. 62–70.
- Stiftung Kunsthaus Heylshof, S. 71.
- Tätigkeitsbericht der Städtischen Kulturinstitute Worms für die Jahre 1971 und 1972, S. 72–83.
- Bericht des Altertumsvereins Worms e.V. für 1971 und 1972, S. 84–85.
- Thesen des Altertumsvereins Worms e.V. zur Sanierung der Judengasse, S. 86.
- Buchbesprechungen, S. 89–93.

## Der Wormsgau 11, 1974–1975
- Detlev Johannes: Geschichte des Wormser BibliothekswesenS. Verfaßt aus Anlaß des 75jährigen Bestehens der Stadtbibliothek Worms, S. 5–57.
- Fritz Reuter: Leopold Levy und seine Synagoge von 1875. Ein Beitrag zu Geschichte und Selbstverständnis der Wormser Juden im 19. Jahrhundert, S. 58–68.
- Aloys Schmidt: Die allegorischen Bildwerke am Südportal des Wormser Domes, S. 69–73.
- Otto Böcher: Löwentaufsteine in Hessen und Rheinfranken. Nachtrag und Bestandsaufnahme, S. 74–78.
- Ernst Merkel: Hexenprozesse in der Herrschaft Dalberg, S. 79–83.
- Friedrich Wilhelm Richter: Zeitgeschichtliche Eintragungen in ein Nordheimer Kirchenbuch 1792/99, S. 84–86.
- Stiftung Kunsthaus Heylshof (1973/74), S. 87.
- Tätigkeitsbericht der Städtischen Kulturinstitute Worms für die Jahre 1973 und 1974, S. 88–99.
- Bericht des Altertumsvereins Worms e.V. für 1973/74 und 1974/75, S. 100–102.
- Buchbesprechungen, S. 103–104.

## Der Wormsgau 12, 1976–1978
- Geleitwort zum Jubiläumsband, S. 9–10.
- Georg Illert: 100 Jahre Altertumsverein Worms, S. 13–80.
- Franz Dumont: Ein radikaler Aufklärer. Der Wormser Jakobiner Stephan von Lewer (1758–1835), S. 81–102.
- Otto Böcher: Eine politische Karikatur von 1791, S. 103–111.
- Fritz Reuter: Brunnen und Brunnenbücher. Technik und Organisation der Trinkwasserversorgung in Worms vom 17. bis in das 19. Jahrhundert, S. 113–141.
- Leonhard C. Freiherr Heyl zu Herrnsheim: Ein kritischer Beitrag in eigener Sache. Zur Arbeit von Hans Kühn über den politischen, wirtschaftlichen und sozialen Wandel in Worms 1798–1866, S. 142–145.
- Wormser Bibliographie 1973–1978, S. 147–156.

## Der Wormsgau 13, 1979–1981
- Wolfgang Klötzer: Geschichtsvereine – Mittler zwischen gestern und morgen. Festvortrag anläßlich des 100jährigen Bestehens des Altertumsvereins Worms, S. 8–13.
- Leonhard C. Freiherr Heyl zu Herrnsheim: Hundert Jahre Altertumsverein Worms, S. 15–18.
- Fritz Reuter: Altertumsverein und Paulusmuseum. Aspekte der Wormser Wissenschafts-, Personen und Stadtgeschichte im 19. Jahrhundert als Beitrag zum hundertjährigen Jubiläum des Museums der Stadt Worms 1881–1981, S. 20–38.
- Otto Böcher: Weckerling – Koehl – Bonin, S. 39–44.
- Fritz Reuter: Vom Paulusmuseum zum Museum der Stadt WormS. Persönlichkeiten – Aufgaben – Perspektiven. Ein Überblick anläßlich der Veranstaltung „Der Altertumsverein besucht sein Museum“ am 21. August 1981 im Andreasstift, S. 45–48.
- Ernst Künzl: Medizinische Instrumente aus dem römischen Altertum im Städtischen Museum Worms, S. 49–63.
- Julius Grünewald: Ausgrabungen im fränkischen Gräberfeld bei Westhofen, S. 64–78.
- Franz Neumer: Wigand von Dienheim 1438–1521, S. 79–93.
- Ernst Merkel: Die Wormser Juden und Frankenthal. Ein Beitrag zu den wirtschaftlichen Beziehungen beider Städte und zu der Judenvertreibung von 1614/15, S. 95–102.
- Fritz Arens: Der Pfeddersheimer Türsturz im Andreasmuseum zu Worms, S. 103–105.
- Irene Spille, Neuentdeckungen zur Datierung des Wormser DomeS. Herrn Professor Dr. Fritz Arens, Mainz, zum 65. Geburtstag, S. 106–112.
- Ludwig Baron Döry: Der ehemalige Herrnsheimer Hochaltar, jetzt in der St. Pauluskirche Worms, S. 113–125.
- Heinz-Peter Mielke: Frölichers Planungen für das Grabmal des Bischofs Franz Emmerich Kaspar von Worms, S. 126–127.
- Otto Böcher: Jüdisches Kunsthandwerk in den Sammlungen des Museums der Stadt Worms, S. 129–130.
- Wormser Bibliographie 1979–1980, S. 131–133.
- Fritz Reuter, Carl. J. H. Villinger (1905–1977) – Sammler und Sammlung, S. 134–136.
- Fritz Reuter, Ein Dank an Dr. Hermann Deicke, S. 137.
- Tätigkeitsbericht der Städtischen Kulturinstitute für die Jahre 1975–1979, S. 138–146.
- Bericht des Altertumsvereins Worms e.v. für 1975/76–1979/80, S. 147–150.
- Buchbesprechungen, S. 151–154.

## Der Wormsgau 14, 1982–1986
- Fritz Reuter: In Memoriam Cornelius Freiherr von Heyl zu Herrnsheim, S. 5–6.
- Fritz Reuter: Worms und das Deutsche Reich des Mittelalters, S. 9–14.
- Burkhard Keilmann: Die Kaiserurkunde von 1184 und das Kaiserportal am Dom zu Worms, S. 15–19.
- Shlomo Eidelberg: Das Minhagbuch von Juspa Schammes, S. 20–30.
- Ernst Merkel: Kurpfalz und Worms am Beispiel der nachbarlichen Beziehungen zu Frankenthal, S. 31–39.
- Rolf Kilian: Bemühungen um eine Verlegung des Reichskammergerichtes von Wetzlar nach Worms (1707–1719), S. 40–56.
- Ludwig Hepding: Beamte der Thurn und Taxis’schen Post berichten über die Kriegslage 1792/94 um Worms, S. 57–60.
- Fritz Reuter: Worms im Bombenkrieg und die Zerstörung der Stadt im Frühjahr 1945, S. 61–88.
- Mechthild Schulze-Dörrlamm: Archäologische Funde der ersten Hälfte des 5. Jahrhunderts n. Chr. aus Worms-Abenheim, S. 91–96.
- Walter Hotz: Die Inschriften des Kaplans Siegfried von Worms in der Kirche zu Bergholzzell im Elsass, S. 97–100.
- Walter Hotz: Die „Schöne Madonna“ von Horchheim und die Kunst ihrer Zeit in der Wormser Landschaft, S. 101–111.
- Reinhard Bleck: Zur Deutung der vier allegorischen Skulpturen am Südportal des Wormser Doms, S. 113–125.
- Karl Rudolf Müller: Die älteste Ansicht von Osthofen bei Worms, um 1615, S. 126–138.
- Otto Böcher: Philipp Hotz (1884–1955). Wormser Bürger – Bautechniker – Maler, S. 141–148.
- Fritz Reuter: Emil Stumpp (1886–1941). Ein Zeichner als Chronist, S. 149–154.
- Otto Böcher: Fritz Arens (1912–1986) zum Gedächtnis, S. 155–157.
- Neueröffnungen, Gedenktage und Ausstellungen 1980–1986, S. 158–162.
- Bericht des Altertumsvereins Worms e.V. für 1980/81–1985/86, S. 163–166.
- Buchbesprechungen, S. 167–174.

## Der Wormsgau 15, 1987–1991
- Fritz Reuter: In memoriam Dr. Georg Illert, S. 5–7.
- Fritz Reuter: Das Jüdische Museum Raschi-Haus in Worms, S. 10–29.
- Gisela Möncke: Ein unbekanntes Spruchgedicht vom Ende des Wormser Aufstandes 1514 aus der Presse Jakob Stadelbergers, S. 30–33.
- Erich Schwan: Der „Französische Brand“. Die Zeit der Verwüstung 1689 im Spiegel der Sitzungsprotokolle des Wormser Domkapitels, S. 34–44.
- Joachim Schalk und Hermann Schmitt: Eine Visitation der Wormser Stifte im Jahre 1669, S. 45–58.
- Fritz Reuter: Ein Spiel- und Festhaus für die Bürger, S. 59–70.
- Heinz-Joachim Schulzki: Geldumlauf und Geldversorgung im spätrömischen WormS. Die Fundmünzen der „Grabung Christmann“ 1982, S. 73–89.
- Eduard Seebald: Neue Erkenntnisse zum romanischen Südportal des Wormser Doms, S. 90–102.
- Mathilde Grünewald: Die Grabungen an der Stiftskirche St. Paul in WormS. Die mittelalterlichen Befunde vor dem Westbau der Pauluskirche, (separater Anhang mit eigener Seitenzählung und Plänen).
- Walter Hotz: Gotische Baukunst im alten Worms, S. 103–115.
- Walter Hotz: Meister Hans Bilger von WormS. Ein Bildhauer der Spätgotik, S. 116–137.
- Heinz-Joachim Schulzki: Rache für 1689. Ein Beitrag zur Münzgeschichte der Stadt Worms, S. 138–140.
- Ludwig Hepding: Personalgeschichte der Thurn und Taxis’schen Post in Worms, S. 141–147.
- Wormser Bibliographie 1981–1989, S. 148–156.
- Gedenktage und Veranstaltungen 1987–1991, S. 157–159.
- Umorganisation der kulturellen Einrichtungen der Stadt Worms, S. 160.
- Thesen zur archäologischen Arbeit in Worms, S. 160.
- Bericht des Altertumsvereins Worms e.V. 1986/87-1990/91, S. 161–164.
- Buchbesprechungen, S. 165–176.

## Der Wormsgau 16, 1992–1995
- Fritz Reuter: Dr.-Ing. e.h. Karl Maximilian Freiherr von Heyl (1844–1925). Ein Mäzen und Musenfreund, S. 7–11.
- Mathilde Grünewald: Max von Heyl und das Paulusmuseum, S. 12–19.
- Fritz Reuter: Dr. Friedrich Maria Illert (1892–1966). Zu seinem 100. Geburtstag, S. 20–27.
- Otto Böcher: Walter Hotz – Leben und Werk, S. 28–32.
- Martin Geyer: Bibliographie Walter Hotz, S. 33–44.
- Fritz Reuter: Prof. Dr. Dr. Otto Böcher – Kunsthistoriker und Theologe, S. 45–46.
- Bibliographie Otto Böcher, S. 47–67.
- Sylwester Kabat: Brände, Brandzerstörungen und Wiederaufbau der Dome in Hessen und am Mittelrhein, S. 68–104.
- Francis Leopold Levy: Mein Elternhaus, S. 105–112.
- Detert Zylmann: Ein Grab der Glockenbecherkultur aus Worms-Herrnsheim, S. 115–117.
- Walburg Boppert: Römische Grabmäler in Worms. Das Grabmal der Severii als historische Quelle des 3. Jahrhunderts, S. 118–126.
- Otto Böcher: Der Heraldiker Otto Hupp und seine Schöpfungen für Rheinhessen und die Pfalz, S. 127–184.
- Friedrich Karl Azzola: Die Tuchscherer-Klammer als Wappenzeichen einer Wormser Grabplatte von 1468, S. 185.
- Friedrich Karl Azzola: Der Ursprung des Wappens auf der Grabplatte der Christina Weitersweiler, 1470, S. 187.
- Friedrich Karl Azzola und Erika Fischer: Ein historisches Küferzeichen am Flügelblattaltar in der Kirche zu Wachenheim an der Pfrimm, S. 189–191.
- Erika Fischer: Die „Andreas-Zehenden-Steine“ des Andreas-Stiftes in Worms, S. 192.
- Fritz Reuter: Das Wormser Lederarbeiter-Denkmal, S. 197–198.
- Fritz Reuter: Die Raschi-Statue von Wolf Spitzer im Hof der Alten Synagoge zu Worms, S. 199–200.
- Georg Heuberger: Raschi – Rabbi Salomon ben Isaak (1040–1105). Ansprache in der Alten Synagoge zu Worms anläßlich der Enthüllung der Raschi-Statue am 21. Dezember 1995, S. 201–203.
- Wormser Bibliographie 1990–1995, S. 204–215.
- Der Ehrenring der Stadt Worms und seine Träger, S. 222.
- Bericht des Altertumsvereins Worms e.V. 1991/92–1995/96, S. 223–227.
- Buchbesprechungen, S. 228–243.

## Der Wormsgau 17, 1998
- Gerold Bönnen: Dom und Stadt. Zu den Beziehungen zwischen der Stadtgemeinde und der Bischofskirche im mittelalterlichen Worms, S. 8–55.
- Gunter Mahlerwein: „Die Underthanen mögten singen und tantzen, und sich gar uff die köpff stellen“ – zur Reichweite presbyterialer Kirchenzucht zwischen dörflichem Eigensinn und weltlichen Machtansprüchen im späten 17. Jahrhundert, S. 56–88.
- Martina Rommel: Geeint und doch getrennt. Konfessionsverschiedene Ehen in Worms 1700–1875, S. 90–127.
- Friedrich Karl Azzola und Karl Pauligk: Der Scherdegen eines Gerbers im Museum der Stadt Worms, S. 128–132.
- Friedrich Karl Azzola: Das Wappenzeichen auf der Grabplatte einer Unbekannten, 1632, im Hof des Wormser Stadtmuseums, S. 134–137.
- Hans Oskar Koch: Johann Theodor Greiner (1740–1797) und die Wormser Stadtorganisten im 18. Jahrhundert, S. 138–156.
- Jutta Strauss: „Ist nach dem jüdischen Gesetze das Übernachten der Todten wirklich verboten ?“ Tod und Begräbnis im Spannungsfeld zwischen Tradition und Moderne, S. 158–177.
- Werner Kropp: Der Judenfriedhof in Worms-Heppenheim, S. 178–200.
- Fritz Reuter: Heinrich von Gagern, die „Rheinischen Institutionen“ und Worms, S. 202–223.
- Klaus J. Becker: Links von der SPD. Ein Beitrag zur Geschichte der Arbeiterbewegung in Worms, S. 224–238.
- Tätigkeitsberichte, S. 240–260.
- Rezensionen, S. 262–285.
- Autorenliste, S. 286–287.

## Der Wormsgau 18, 1999
- Frank G. Hirschmann: Zu den Wormser Märkten im Mittelalter, S. 6–17.
- Gerd Mentgen: propheten vnnd schrifft disputirt... Ein Wormser Jude im Religionsgespräch anno 1482/83, S. 19–31.
- Thomas Kock: Bibliothek und Scriptorium des Augustiner-Chorherrenstiftes Kirschgarten, S. 33–54.
- Peter Walter: Worms Liebfrauen. 700 Jahre Stift, 100 Jahre Pfarrei. Ihre Geschichte vor dem Hintergrund der Geschichte der Frömmigkeit, S. 57–69.
- Otto Böcher: Zur Baugeschichte der evangelischen Pfarrkirche Selzen (Rheinhessen), S. 71–88.
- Gerold Bönnen: Abenheim 774 bis 1999. Stationen der Ortsgeschichte, S. 91–108.
- Richard Wisser: Heimkehr nach Hause: Johann Nikolaus Götz (1721–1781). Ein Denk-Mal für einen Wormser Dichter, S. 111–139.
- Margit Rinker-Olbrisch: Der anakreontische Menger – ein Wormser Kunstsammler zu Beginn des 19. Jahrhunderts, S. 141–177.
- Irene Spille: Juden in Pfeddersheim im 19. und 20. Jahrhundert. Darstellung der Geschichte der Gemeinde, der Synagoge und des Friedhofs, S. 179–220.
- Fritz Reuter: Das „Geschichtsfenster“ von Heinz Hindorf im Wormser Dom – Beschreibung und Betrachtung S. 223–251.
- Friedrich Karl Azzola und Erika Fischer: Das Handwerkszeichen eines Küfers auf einem Wormser Türsturz aus der zweiten Hälfte des 16. Jahrhunderts, S. 253–256.
- Friedrich Karl Azzola und Erika Fischer: Der Hausstein eines Wormser Töpfers von 1746 mit einer Schiene als seinem historischen Handwerkszeichen, S. 257–261.
- Friedrich Karl Azzola und Erika Fischer: Der Wormser Hausstein eines Stellmachers/Wagner von 1720, S. 262–263.
- Rolf Mertzenich: Eine Notiz zum Schloss Herrnsheim im Jahre 1666, S. 264–265.
- Gerold Bönnen: 100 Jahre Eingemeindung von Neuhausen, Hochheim und Pfiffligheim nach Worms, S. 266–271.
- Jens Dolata: Der Altneckarlimes: Neue Forschungen im rechtsrheinischen Vorfeld von WormS. Zugleich Rezension zu: Paul Wagner, Die Holzbrücken bei Riedstadt Goddelau, Kreis Gross-Gerau, S. 272–274.
- Tätigkeitsberichte, S. 275–305.
- Rezensionen, S. 306–350.
- Worms-Bibliographie (Auswahl), S. 352–364.
- Autorenliste, S. 365–367.

## Der Wormsgau 19, 2000
- Hartmut Funk: Ein Armbrust- und Büchsenschiessen zu Worms im Jahre 1493, S. 7–36.
- Konrad Schneider: „Auss des Kauffmans Säckel“. Der oberrheinische Kreiswardein Wolf Krämer und seine Kommentare zum Geldwesen der Jahre 1605–1620, S. 38–61.
- Fritz Reuter: Wormser Historiker, Kunsthistoriker und Heimatforscher aus dem 19./20. Jahrhundert und ihre Grabstätten, S. 63–102.
- Hedwig Brüchert: Frauen- und Kinderarbeit in der Provinz Rheinhessen 1890–1918 unter besonderer Berücksichtigung der Stadt Worms, S. 103–128.
- Stephanie Zibell: Der Gauleiter und Reichsstatthalter Jakob Sprenger und seine Beziehungen zur Stadt Worms, S. 129–153.
- Gerold Bönnen: Der Novemberpogrom 1938 in Worms und seinem Umland im Spiegel staatsanwaltschaftlicher Ermittlungsakten der Nachkriegszeit, S. 155–182.
- Erwin Martin: Worms im Blick einer französischen Dichterin, S. 183–204.
- Otto Böcher: Zum Wiederaufbau der Wormser Synagoge, S. 205–227.
- Hubert Simon: Überlegungen rund um den Namen „Hof“-Heim und seine geschichtliche Bedeutung, S. 229–239.
- Friedrich Karl Azzola und Erika Fischer: Die Weinleiter/Schrotleiter als historisches Handwerkszeichen der Weinschröter sowie als Wappenzeichen in und um Worms, S. 241–253.
- Wolfgang Grün: Ein historisches Stadtmodell nach Zeichnungen von Peter und Johann Friedrich Hamman, S. 255–258.
- Tätigkeitsberichte, S. 259–286.
- Rezensionen, S. 286–299.

## Der Wormsgau 20, 2001
- Mathilde Grünewald und Klaus Vogt: Spätrömisches Worms – Grabungen an der Stiftskirche St. Paul in Worms (III), S. 7–26.
- Lothar Bakker: Rädchenverzierte Argonnen-Terra-Sigillata aus Worms und Umgebung, S. 27–42.
- Jens Dolata: Die spätantike Heeresziegelei von Worms – Ein Beitrag zur Geschichte der Legio XXII Primigenia aufgrund ihrer Ziegelstempel, S. 43–78.
- Busso Diekamp: Die Nibelungenbilder von Hans Gross – Werke eines Künstlers aus Schleswig-Holstein in Worms, S. 79–126.
- Fritz Reuter: Wormser Historiker, Kunsthistoriker und Heimatforscher aus dem 19./20. Jahrhundert in bildlichen Darstellungen, S. 127–142.
- Ingeborg Krueger: Fragment eines emailbemalten Bechers aus Worms, S. 145–146.
- Detert Zylmann: Urnenfeldzeitlicher Hortfund aus Hochborn, KrS. Alzey-Worms, S. 147–156.
- Erika Fischer und Hans Weiss: Ein gotischer Güterstein in Worms-Pfeddersheim, S. 157–158.
- Joachim Glatz: Rhenus oder Moenus? Eine Brunnenfigur im Schloss Herrnsheim, S. 159–165.
- Tätigkeitsberichte, S. 167–194.
- Rezensionen, S. 195–204.
- Worms-Bibliographie, S. 204–213.

## Der Wormsgau 21, 2002
- Josef Schork: Zu den spätantiken Anfängen des Christentums im Raum Worms, S. 7–18.
- Joachim Kemper: Ein Reformversuch Pfalzgraf Ludwigs IV. im Wormser Zisterzienserinnenkloster Nonnenmünster (1446/1447), S. 19–46.
- Erwin Martin: Kuriositäten der alten Reichsstadt Worms – Notizen französischer Touristen vor der Stadtzerstörung von 1689, S. 47–67.
- Fritz Reuter: 125 Jahre Eleonoren-Gymnasium in Worms (1874–1999) – Eine Schule im Spiegel kommunaler Bildungs-, Emanzipations- und Stadplanungsgeschichte, S. 69–101.
- Jens Hoppe: Das Jüdische Museum in Worms – Seine Geschichte bis 1938 und die anschließenden Bemühungen um die Wiedererrichtung der Wormser Synagoge, S. 81–101.
- Richard Wisser: Richard Stumm (1900–1971). Perspektiven und Aspekte eines vielseitigen Wormser Künstlers im Blick auf drei ihm gewidmete Ausstellungen, S. 103–153.
- Jutta Strauss: Das Jüdische Museum Berlin: „Leben nicht Tod“, S. 155–175.
- Gerold Bönnen: Der Durchzug französischer Kreuzfahner durch Worms im Sommer 1147, S. 177–184.
- Thomas Kock: Codices tiu honorant te sicut a te honorantur. Zum Werk des Kirschgartener Augustiner-Chorherrn Johannes Heydekyn von Sonsbeck, S. 185–192.
- Hans-Otto Korth: Ein Strassburger Gesangbuch im Besitz der Wormser Stadtbibliothek, S. 193–200.
- Michael Huyer: Mittelalterliche Bodenfliesen in Worms – ein Fund in der Rheinstrasse 14, S. 201–210.
- Wolfgang Hasch: Gräber und Gedenkstätten von Opfern und Teilnehmern der Kriege auf dem Friedhof Hochheimer Höhe, S. 211–218.
- Tätigkeitsberichte, S. 220–236.
- Rezensionen, S. 237–254.

## Der Wormsgau 22, 2003
- Fritz Reuter: Dr. Karl Schlösser zum Gedenken, S. 6–7.
- Stefan Weinfurter: Die Anfänge von St. Paulus in Worms, S. 9–18.
- Hans-Jürgen Kotzur: Neue Erkenntnisse zur Baugeschichte der Türme von St. Paul zu Worms, S. 19–30.
- Hans-Jürgen Kotzur: Zur Datierung der Turmbekrönung der evangelischen Kirche in Dittelsheim, S. 31–34.
- Irene Spille: Die mittelalterliche Altarmensa in der Bergkirche in Worms-Hochheim, S. 35–39.
- Lorenz Frank und Michael Huyer: Ergebnisse der bauhistorischen Untersuchung am Gebäude Rheinstraße 14 in Worms, S. 41–66.
- Michael Huyer: Die evangelische Kirche in Heppenheim und ihre Steinmetzzeichen, S. 67–72.
- Ludwig Baron Döry: Alte Ofenkacheln und Kachelbilder aus dem Museum Andreasstift und dem Heylshof Worms, S. 73–107.
- Bernhard Löbbert: Johannes Bockenrod (1488 bis ca. 1536): Dichter – Historiker – Theologe, S. 109–125.
- Michael Münch: Stephan Alexander Würdtwein (1722–1796). Ein Wormser Weihbischof im Zeitalter der Aufklärung, S. 127–143.
- Fritz Reuter: Kirchhöfe, Gottesäcker und Kommunalfriedhöfe in WormS. Zum 100jährigen Bestehen des Friedhofs auf der Hochheimer Höhe 1902–2002, S. 145–200.
- Joachim Glatz: Die Hauptpost am Ludwigsplatz in Worms – ein Nachruf, S. 201–206.
- Jürgen Lodemann: Worms – Deutschlands europäische Kulturstadt, S. 207–221.
- Tätigkeitsberichte, S. 222–257.
- Rezensionen, S. 258–283.
- Worms-Bibliographie, S. 284–294.

## Der Wormsgau 23, 2004
- Mathilde Grünewald: Die fränkischen Adelsgräber von Flonheim. Neue alte Funde, S. 7–12.
- Hermann Ament: Die fränkischen Adelsgräber von Flonheim. Eine Nachbetrachtung, S. 13–21.
- Stefan Mäder: Alter Stahl in neuem Glanz – Ein Lanzeisen und eine Saxklinge aus dem Museum der Stadt Worms im Andreasstift, S. 23–31.
- Hans Heim: Quellen, Gedanken und Überlegungen zur Frühgeschichte des Ortes Hofheim im Kreis Bergstraße, S. 33–43.
- Sabine Todt: „auch wünschen die Wormser, die immer Feinde der Priester waren, nichts sehnlicher als die Ausrottung des Klerus“. Die Darstellung der frühen reformatorischen Durchsetzungsprozesse in Worms als Kommunikationsprozeß, S. 45–76.
- Gunter Mahlerwein: Policey in WormS. Normentstehung und -publikation im 18. Jahrhundert, S. 77–86.
- Erwin Martin: Ein Wormser Stadtführer von der Hand eines Franzosen. André Soutou: „Führer durch die Stadt und ihre Sehenswürdigkeiten“, S. 87–114.
- Susanne Schlösser: Mit einem Kreuzer sind Sie dabei! – Lottogeschichte(n) aus dem 18. Jahrhundert, S. 115–127.
- Gerold Bönnen: Wahlen und Abstimmungen in Worms während der Weimarer Republik: Materialien und Analysen, S. 129–165.
- Fritz Reuter: Manfred Heyl (1908–2001). Ein zeitgenössischer Komponist und seine Werke, S. 166–185.
- Jürgen Hamm: Ausseninstandsetzung der Westgruppe des Wormser DomeS. Der erste Teilabschnitt (Musterachse), S. 187–198.
- Friedrich Karl Azzola und Erika Kuchen: Eine selten kreuzverzierte hochmittelalterliche Sarkophagdeckplatte aus dem Wormser Dom, S. 199–201.
- Otto Böcher: Zum 75. Geburtstag von Dr. Fritz Reuter, S. 203–205.
- Tätigkeitsberichte, S. 206–228.
- Rezensionen, S. 229–240.

## Der Wormsgau 24, 2005–2006
- Walburg Bopper: Frühchristlicher Grabstein des Aigttheus aus Worms, S. 7–20.
- Ursula Reuter: Lebenswelt und Alltagskultur der Wormser Juden im frühen 17. Jahrhundert. Aus der Arbeit des deutsch-israelischen Forschungsprojekts Germania Judaica IV, S. 21–31.
- Gernot Frankhäuser: „ausruhen und hintändlen einicher Nebenstunden“: Zeichnungen, Radierungen und Gemälde von Carl Theodor von Dalberg, S. 33–52.
- Irene Spille: Papiertapeten aus der Pariser Manufaktur Dufour in Schloss Herrnsheim bei Worms und im Kunsthaus Heylshof in Worms, S. 53–67.
- Fritz Reuter: Die Familie Melas: Herkunft, Einbindung in das Gemeinwesen, Lederfabrikation. Erläuterungen zu Grabsteininschriften des 18./19. Jahrhunderts auf dem jüngeren Teil des Alten Judenfriedhofs in Worms, S. 69–83.
- Gerold Bönnen: „Neuerstanden in schwerer Zeit“: Die Einweihung des Museums der Stadt Worms im Jahre 1930 im Spannungsfeld von Kultur und Politik, S. 85–114.
- Burkard Keilmann: „Die Familie ist hartkatholisch und die Kinder sind auch nichts nutz“ – Soziale Disziplinierung und konfessionelle Intoleranz am Wormser Gymnasium in der Endphase des Kulturkampfs, S. 115–142.
- Alfred Pointner: Pfeddersheimer Wein auf Luthers Tisch, S. 143–145.
- Michael Huyer: Das Sophienstift in Worms – Erkenntnisse der bauhistorischen Untersuchung in der Römerstraße 20/22, S. 149–174.
- Jürgen Hamm: Außeninstandsetzung der Westgruppe des Wormser Domes – Teilabschnitt Türme und Mittelturm, S. 177–190.
- Horst Reichwein: Die Außensanierung des Westbaus von St. Paulus zu Worms, S. 191–194.
- Tätigkeitsberichte, S. 197–231.
- Rezensionen, S. 233–252.
- Worms-Bibliographie 2003–2006, S. 253–262.

## Der Wormsgau 25, 2007
- Gerold Bönnen: St. Andreas – Zur Geschichte des Wormser Kollegiatstifts bis um 1250, S. 7–28.
- Burkard Keilmann: Das Wormser Andreasstift im Spätmittelalter – Studien zu seiner Personalstruktur und inneren Verfassung, S. 29–52.
- Otto Kammer: Die Frage nach dem jus reformandi in WormS. Notwendige Klärungen in der Frühzeit der Reformation, S. 53–66.
- Ulrich Oelschläger: Die Wormser Propheten von 1527 – Eine vorlutherische Teilübersetzung der Bibel, S. 67–94.
- Frank Konersmann: Spezifika der Konfessionalisierung in Reichsstädten. Das Beispiel der Bischofs und Reichsstadt Worms (1552–1620), S. 95–115.
- Josef Schork: Die Stiftsangehörigen des Kollegiatstifts St. Andreas in Worms vom 11. bis zur Mitte des 16. JahrhundertS. Personalstruktur und prosopographischer Aufriss, S. 117–189.
- Fritz Reuter: Ein würdiger Ort für einen historischen Verein. Anmerkungen zur Geschichte des Altertumsvereins Worms e. V. und des „Altertumsvereinszimmers“ im Museum der Stadt Worms: S. 191–210.
- Alfred Pointner: Südwestdeutsche Frauen bei Bismarck: S. 211–214.
- Margit Rinker-Olbrisch: Quellen zur Firmengeschichte im Wormser Stadtarchiv am Beispiel der Maschinen- und Anlagenbaufirma Kaibel & Sieber GmbH und der Chemiefabrik Trumpler GmbH & Co KG, S. 215–236.
- Tätigkeitsberichte: S. 237–273.
- Rezensionen: S. 274–290.

## Der Wormsgau 26, 2008
- Ursula Reuter: Die Wormser Judenschaft im Dreißigjährigen Krieg, S. 7–24.
- Lucia Raspe: „Eine Zierde des Museums“: Über zwei verschollene Handschriften aus dem jüdischen Worms, S. 25–37.
- Gunter Mahlerwein: Jakobiner und ländliche Gesellschaft in linksrheinischen Dörfern im Umfeld der Mainzer Republik, S. 39–52.
- Margit Rinker-Olbrisch und Torben Olbrisch: Der Wormser Veteranen-Verein und sein Denkmal von 1848 für die Kriegsteilnehmer in der Grande Armée Napoleons, S. 53–74.
- Fritz Reuter: Aus katholischer Hand – Evangelischer Kirchenbau im Großherzogtum Hessen zu Beginn des 20. Jahrhunderts: Friedrich Pützer: Augusto Varnesi und Ernst Riegel, S. 75–110.
- Gerold Bönnen: Durchgefallen – Zur Abstimmung über die Landesverfassung und zu den ersten Landtagswahlen in Rheinland-Pfalz in Worms und seinem Umland am 18. Mai 1947, S. 111–135.
- Alexandra König: Die textilen Grabfunde aus dem Dom zu Worms, S. 137–148.
- Jürgen Hamm: Abschlussbericht zur Restaurierung der Westgruppe des Wormser Domes, S. 149–159.
- Otto Böcher: Gotische Löwentaufsteine in Südwestdeutschland, S. 161–169.
- Tätigkeitsberichte (Altertumsverein; Institut für Stadtgeschichte: Stadtarchiv; Museum; Denkmalpflege; Stadtbibliothek, Heylshof), S. 171–203.
- Rezensionen, S. 205–226.
- Worms-Bibliographie 2006–2008, S. 227–235.

## Der Wormsgau 27, 2009
- Peter Rothenhöfer und Michael Bode: Dominorum nostrorum tres – Eigentum unserer drei Kaiser: Bemerkungen zu einem spätantiken Bleibarren aus Worms, S. 7–15.
- Michael Brocke: „Pflanzstätte von Märtyrern“ und Stiftern. Ein jüdisches Priestergeschlecht des mittelalterlichen Worms, S. 17–37.
- Gerold Bönnen: Der Zollvertrag zwischen den Städten Worms und Speyer vom Jahre 1208/09, S. 39–64.
- Christine Kleinjung: Das Diesseits und das Jenseits ordnen. Männer- und Frauentestamente aus dem spätmittelalterlichen Worms, S. 65–85.
- Frank Konersmann: Das Journal von David Möllinger senior und seinem Sohn Christian in Monsheim (1746–1809), S. 87–91.
- David Andreas: Friedrichsdorf, Städtische Gesellschaft und Wormser Freimaurer 1815–1845. Die Logenreden Wilhelm Valckenbergs, S. 93–139.
- Burkard Keilmann: Elitenförderung in der großherzoglich-hessischen Provinz. Die Vorschule für Gymnasium und (Ober)realschule in Worms 1876–1923, S. 141–170.
- Fritz Reuter: Gedenke der vorhergehenden Geschlechter. Zweisprachigkeit auf dem Alten Jüdischen Friedhof in Worms, S. 171–188.
- Matthias Untermann: Der Ostbau des Wormser DomS. Neue Überlegungen und Befunde zu Bauabfolge und Datierung sowie zur Weihe von 1110, S. 189–203.
- Aquilante De Filippo und Wilfried E. Keil: Zu den Versatzzeichen und Inschriften am Südostturm des Domes zu Worms, S. 205–215.
- Jürgen Hamm: Zum Restaurierungsablauf der Liebfrauenkirche Worms in den Jahren 2006 bis 2008, S. 217–234.
- Hans-Jürgen Kotzur: Eine schwerwiegende Entscheidung – Zur Außenbaugestaltung der Liebfrauenkirche in Worms, S. 235–242.
- Katja Zipp: Besondere Bestattungen auf dem Friedhof St. Paul in Worms, S. 243–252.
- Tätigkeitsberichte, S. 255–288.
- Rezensionen, S. 290–294.
- Worms-Bibliographie 2008–2009, S. 295–301.

## Der Wormsgau 28, 2010–2011
- Fritz Reuter: Nachruf Annelore Schlösser, S. I–II.
- Stefan Kötz: Das Privileg Kaiser Friedrichs I. Barbarossa für die Wormser Münzer von 1165, S. 7–59.
- Margrit Bormann: Möglichkeiten und Grenzen der Putzerhaltung in der mittelalterlichen Mikwe zu Worms, S. 61–74.
- Gernot Frankhäuser: Zeichnungen, Radierungen und Gemälde von Carl Theodor von Dalberg: Nachträge und Ergänzungen, S. 75–80.
- Nadine Hoffmann: Macht oder Religion ? Die Konflikte um den Wiederaufbau der Magnuskirche in Worms von 1689 bis 1792, S. 81–106.
- Gerold Bönnen: Der ‚Plan der Stadt Worms’ von Pierre Aubertel aus dem Jahre 1830, S. 107–11.
- Ferdinand Werner: Das Lutherdenkmal und die Wormser Ringanlagen, S. 119–162.
- Marco Birn: Akademische Welt und Wormser Heimat. Die Anfänge des Frauenstudiums in Heidelberg und die ersten Wormser Studentinnen (1900–1918), S. 163–193.
- Maria Storf-Felden: Wer war Anna Martin?, S. 195–218.
- Fritz Reuter: Else Spies, eine aktive Wormser Zionistin. Zwei Briefe nach London in der NS-Zeit 1934/35, S. 219–235.
- Rezensionen, S. 237–252.
- Tätigkeitsberichte Wormser Kulturinstitutionen 2008–2010, S. 253–296.
- Worms-Bibliographie 2009–2011, S. 297–306.

## Der Wormsgau 29, 2012
- Corinna Mayer: Die große fränkische Eisenfibel aus Riedstadt-Goddelau im Museum Worms, S. 7–16.
- Mathilde Grünewald: Ein germanischer Trinkhorn-Endbeschlag aus Worms-Abenheim, S. 17–19.
- Mathilde Grünewald und Ursula Koch: Ein neuer merowingerzeitlicher Schwertknauf aus Worms, S. 20–23.
- Mathilde Grünewald und Ursula Koch: Ein Tonmodel mit der heiligen Sippe, S. 24–30.
- Christian Burkhart: Bischof Konrad I. von Worms und die Ahnen des Minnesängers Bligger von (Neckar-)Steinach – Neue Erkenntnisse zur Besiedlung des südlichen Odenwaldes im hohen Mittelalter, S. 31–64.
- Klaus Wolf: Gab es im Mittelalter ein, „Wormser Passionsspiel“? Oder: Ist das „Sankt Galler Passionsspiel“ in Worms zu lokalisieren?, S. 65–80.
- Busso Diekamp: Johannes Reuchlins Komödie Henno. Die Basler Erstausgabe 1498 mit dem Widmungsschreiben des Verlegers Johann Bergmann von Olpe an Johannes von Dalberg, S. 81–96.
- Mathilde Grünewald und Nicole Beyer: Aus Holz erschaffen – in Marmor gehauen. Das Modell des Altars der Reformationsgedächtniskirche zur Heiligen Dreifaltigkeit in Worms von 1727, S. 97–112.
- Gerhard Dörr:  Voltaire in Worms, S. 113–116.
- Raphael Koch: Ferdinand von Loehr und die Revolution von 1848/49 in Worms, S. 117–140.
- Wilfried Hansmann: Das Städtische Spiel- und Festhaus in Worms von Otto March – „das einzige wirkliche originale Volkstheater in Deutschland“, S. 141–180.
- Holger Warnk: Büffel, Bier und Kuckucksuhren: Die Wormser Brüder Hüttenbach in Südostasien, S. 181–198.
- Margit Rinker-Olbrisch: Die Familie Brand und das Domarchiv St. Peter Worms. S. 199–230.
- Tätigkeitsberichte, S. 231–270.
- Autorinnen und Autoren, S. 271–272.

## Der Wormsgau 30, 2013
- Günter Brücken: Erste Ergebnisse der Ausgrabungen im keltischen Gräberfeld Worms-Herrnsheim. Gehören die Gräber zur Vorgängersiedlung der heutigen Stadt Worms?, S. 7–18.
- Olaf Wagner und Aquilante De Filippo: Die Wormser Stadtmauer – neue Erkenntnisse zur Datierung und Entwicklung, S. 19–58.
- Jürgen Hamm: Ausseninstandsetzung der Ostgruppe des Wormser Domes – Teilabschnitt Südturm und Ostseite, S. 59–72.
- Christian Burkhart: Der Speyerer Bischof Siegfried von Wolfsölden und die Weihe der Heiligenkreuze- und Marien-Kapelle 1130. (K)ein Beitrag zur Baugeschichte des Wormser Doms, S. 73–90.
- Uwe Gast: Eine Kreuzigungstafel des 14. Jahrhunderts in Worms, S. 91–106.
- Busso Diekamp: The newe Testament, Worms 1526 – William Tynadale und sein Druck Peter Schöffer d. J., S. 107–158.
- Ulrich Oelschläger: Die Wormser Religionsgespräche des 16. Jahrhunderts, S. 159–170.
- Margit Rinker-Olbrisch: Überlieferungen der Dalberger – insbesondere das Herrnsheimer Dalberg-Archiv im Stadtarchiv Worms, S. 171–216.
- Tanja Wolf: „Eine für die späteste Nachwelt bleibende Erinnerung zu gründen?“ Umbenennungen von Strassen in Worms 1839 bis 1890, S. 217–236.
- Ferdinand Werner: Charles Bittel, Cornelius Wilhelm von Heyl und Heinrich Metzendorf, S. 237–274.
- Gerold Bönnen: "Die Wirtschaftslage der Stadt Worms – Ein Gutachten aus dem Jahre 1938, S. 275–292.
- Rezensionen, S. 293–332.
- Tätigkeitsberichte, S. 333–376.
- Worms-Bibliographie 2011–2013, S. 377–382.
- Autorinnen und Autoren, S. 383–384.

## Der Wormsgau 31, 2015
- Vorbemerkung: S. 7.
- Konrad Schneider: Der Münzschatz von Pfeddersheim, verborgen um 1543. Ein früher Beleg für Taler im rheinhessisch-pfälzischen Raum, S. 9.
- Elmar Worgull: Frankenthals romanische Klosterbasilika und ihre überregionale Bedeutung – Neuste bau- und kunstgeschichtliche Erkenntnisse, S. 19.
- Christian Burkhart: Mit scharfem Schwert und spitzer Feder. Graf Poppos Angriff auf Graf Bertholds Schauenburg und Friedrich Barbarossas "kaiserliche Stadt", S. 33.
- Simon Schmitz: Soziales Kapital und geldwertes Vermögen. Eine qualitativ-quantitative Analyse des Testaments der Alheit Strechuseln: Wormser Bürgerin (1321), S. 73.
- Olaf Wagener: Zur Baugeschichte des Christoffelturms der Wormser Stadtmauer. Bericht über die Bauuntersuchungen am vormaligen Stift St. Andreas 2013, S. 91.
- Tanja Wolf: Tätig, redlich, maßvoll: Peter Joseph Valckenberg (1764–1837), Kaufmann und Bürgermeister der Stadt Worms 1812–1837, S. 105.
- Ferdinand Werner: Der Heylshofpark in WormS. Vom Villengarten zum Stadtgrün, S. 119.
- Dennis Vogt: Das Gewerbegericht Worms und die Lösung individueller Arbeitskonflikte (1895–1914), S. 157.
- Tanja Wolf: Der Brand der Wormser Synagoge am 10. November 1938, S. 175.
- Wormser-Bibliographie 2013–2015, S. 188.
- Josef Mattes, Jahresbericht des Altertumsvereins für die Jahre 2013–2015, S. 191.
- Verzeichnis der Autorinnen und Autoren, S. 198.

## Der Wormsgau 32, 2016
- Ronald Knöchlein: Mittelalterliche Keramik von der Schiffsmühlenfundstelle bei Gimbsheim, Landkreis Alzey-Worms, S. 7–26.
- Jürgen Hamm: Die Außeninstandsetzung der Nordseite des Wormser Domes, S. 27–42.
- Tanja Wolf: „...die gemeinde in irrung zwitracht und widersessigkeit gegen uns dem Rat zuo füren“. Das Selbstverständnis des Rates der freien und Reichsstadt Worms im Bürgeraufstand 1513–1514, S. 43–60.
- Joachim Ufer: Hammerschläge – oder was sonst? Die Debatte um Martin Luthers ‚Thesenanschlag‘ (1517) und dessen Bedeutung im Rahmen der Reformationsjubiläen seit 1617, S. 61–88.
- Walter Burnikel und Bernhard H. Bonkhoff: Doktor Ulrich Sitzinger (1525–1574) aus WormS. Kanzler in Pfalz-Zweibrücken und Pfalz-Neuburg, S. 89–112.
- Sebastian Felten: Ein verhinderter Kapitalist? Wirtschaft und Buchführung des rheinhessischen Bauernkaufmanns Chrisostomus Kirschbaum (1783–1846), S. 113–126.
- Ferdinand Werner: Der Wormser Dom und seine Umgebung von der Französischen Revolution bis heute, S. 127–168.
- Gerold Bönnen: Anmerkungen zum politischen, wirtschaftlichen und sozialen Aufstiegs- und Akkulturationsprozess der Wormser Juden (1816 bis 1865), S. 169–248.
- Burkard Keilmann: „Ein Kampf zwischen Kaiser und Papst kann nicht mit Glacéhandschuhen ausgefochten werden!“ Die Wormser Katholiken in Bismarcks Reich (1871–1880), S. 249–292.
- Juliane Keilmann: Alfred Günther (1898–1918). Korrespondenz eines jungen Wormser Kriegsfreiwilligen, S. 293–304.
- Hartmut Ritzheimer: „Wohltuend die geistige Ablenkung, die das Fußballspiel unseren Jungen wenigstens Sonntags bringt“. Juden in Wormser Sportvereinen bis 1938, S. 305–322.
- Ulrich Oelschläger: Pfarrer August Eckhard – Opfer nationalsozialistischer Justiz im Kirchenkampf, S. 323–340.
- Wilhelm Weber: Ein fast vergessenes Unternehmen: Die Rhenopella Pelzveredelungswerk GmbH Worms (1946–1960), S. 341–356.
- Worms-Bibliographie 2013–2015, S. 357.
- Rezensionen, S. 358–362.
- Jahresbericht des Altertumsvereins Worms e.V. 2015/16, S. 363–367.

## Der Wormsgau 33, 2017
- Christian Kayser: „Einen Brunnen grub er, führte auf das Gewölbe....“ Bauforschung an der Mikwe von Worms, S. 7–28.
- Michael Brocke: Bellette und ihr Pfeiler in der Wormser Frauensynagoge. „Unsre Töchter, Säulen gleich, Bildhauerwerk, des Tempels Zier“, S. 29–38.
- Julian Hanschke: Die Wormser Johanneskirche – Ein zehneckiger Zentralbau aus der Ära Kaiser Friedrich I. Barbarossa. Neue Forschungen zu Baugestalt und Ikonologie auf der Basis originaler bildlicher Quellen des 18. und 19. Jahrhunderts, S. 39–58.
- Tobias Schäfer: Heiliger Rupert: Bischof und Missionar zwischen Worms und Salzburg, S. 59–66.
- Daniel Krist: Städtische Besiegelungspraxis in Worms und Speyer. Der Gebrauch der Stadtsiegel in der ersten Hälfte des 13. Jahrhunderts, S. 67–86.
- Gerald Volker Grimm: Die Wormser Bilderbäckerei. Pfeifentonfiguren aus dem 15. Jahrhundert, S. 87–104.
- Reinhard Dietrich und Ferdinand Werner: Ein neues Bild vom alten Bahnhof. Nicolaus Berkhout, Panorama der Stadt Worms (1853), S. 105–110.
- Reinhard Dietrich: Eine Eisenbahn wird eröffnet, S. 111–126.
- Ferdinand Werner: Der Bahnhof und seine Folgen. Von der Karmelitergasse zur Kaiser-Wilhelm-Strasse – Bürgerliches Bauen in Worms 1850–1914, S. 127–192.
- Rezensionen, S. 193–200.
- Worms-Bibliographie 2016–2017, S. 201–203.
- Josef Mattes: Jahresbericht des Altertumsvereins für 2016/17, S. 204–208.

## Der Wormsgau 34, 2018
- Diana Ecker: Bauforschung und Dendrochronologie am Wormser Dom (1977-2018) – eine Einführung, S. 7–9.
- Sibylle Bauer: Bauholzdaten und Gerüste des Mittelalters am Dom St. Peter zu Worms, S. 11–88.
- Lena Schulten/Matthias Untermann: Die Baugeschichte des Wormser DomS. Forschungsstand und neue Perspektiven, S. 101–122.
- Matthias Untermann: Der Burcharddom und die frühmittelalterliche Wormser Domkirche. Neue Beobachtungen und Überlegungen, S. 101–122.
- Jörg Ebeling: Emmerich Joseph von Dalberg (1773–1833) als Bauherr – neue Forschungen zu Schloss Herrnsheim zu Beginn des 19. Jahrhunderts, S. 123–216.
- Jörg Ebeling/Margit Rinker-Olbrisch: «Inventarium über den Nachlass Sr. Excellenz des Herzogs v. Dalberg 1833»[Transkription], S. 217–235.
- Dietmar Heil: „Res novi et inauditi exempli“ – Der Wormser Reichstag von 1509, S. 236–250.

## Der Wormsgau 35, 2019
- Wilfried E. Keil: Die Pfarrkirche Sankt Ulrich in Altenstadt im ElsasS. Neue Datierungen durch Vergleiche der Steinbearbeitung und Rekonstruktion des ottonischen Baus, S. 9–36.
- Marzena Kessler: Gemeindehaus, Lehrhaus, Tanzhaus, Hospital: Zur verborgenen Baugeschichte des Raschi-Hauses, S. 37–58.
- Nadine Hoffmann: Von außergewöhnlich universellem Wert – Die SchUM-Stätten Speyer, Worms und Mainz und Ihre Bewerbung zum UNESCO-Welterbe, S. 59–74.
- Hans-Oskar Koch: Die Wormser Stadtorganisten im 17. Jahrhundert "vor dem Brand" (1689): Bernhard Wernitzheuser und Johann Jungnickel, S. 75–81.
- Ferdinand Werner: Schloss und Park in Herrnsheim, S. 83–183.
- Gerold Bönnen: Das Wormser Rathausfresko von Hermann Prell (1883/84) – ein Stück verlorener Kunst- und Stadtgeschichte des Historismus, S. 185–216.

## Der Wormsgau 36, 2020
- Benjamin Müsegades: Konsequenzen des Siegelverlusts. Das neue Sekretsiegel des Speyerer Rats und ein Eintrag in das Wormser Eidbuch aus dem Jahr 1439, S. 7–20
- Gerold Bönnen: Worms als Austragungsort des Reichstags von 1521, S. 21–32
- Hans-Oskar Koch: Johann Andreas Keller (1630–nach 1695) aus Worms, der letzte Heidelberger Hofkapellmeister und sein Sohn Johann Gottfried (Godfrey) Keller (1657–1704), S. 33–41
- Burkard Keilmann: Im Bund mit schwarzen und roten „Reichsfeinden“. Marcus Edinger und die Wormser Nationalliberalen im neuen deutschen Kaiserreich, S. 43–120
- Ferdinand Werner: Worms wird grün. Von Promenaden, Plätzen und Parks, S. 121–156
- Sophie Schneider: Zu den Umständen der Zerstörung der Wormser Synagoge 1940/42, S. 157–174
- Nadine Hoffmann: Auszeichnung ,Verpflichtung und Chance – Die SchUM-Stätten Speyer, Worms und Mainz auf dem zum UNESCO-Welterbe, S. 175–186
- Rezensionen, S. 187–194
- Irene Spille: Otto Böcher – ein Nachruf (1935–2020), S. 195–198
- Josef Mattes: Bericht des Altertumsvereins für 2019, S. 199–205

## Der Wormsgau 37, 2021
- Elmar Worgull: Der Frankenthaler Lettner. Einblicke in die Baugeschichte eines singulären mittelalterlichen Baudenkmals unserer Region, S. 9–27
- Jürgen Hamm: Das Museum Andreasstift – Wiederaufbau der verlorenen Kreuzgangflügel und Modernisierung des Erdgeschosses. Planungen und Baugeschichten aus den Jahren zwischen 2009 und 2021, S. 29–60
- Stefan Andreas Moebus: Spottmedaillen – Propaganda gegen Papst und Kirche. Numismatischer Bestand im Museum Andreasstift, S. 61–71
- Gerold Bönnen/Heribert Feldhaus/Marzena Kessler: Eine neue Karte des Wormser Judenviertels zum Jahre 1760, S. 72–92
- Ferdinand Werner: Zwischen Fabrikschloten und Weingärten: Die Mainzer Straße und der Liebfrauenring, S. 93–122
- Rosita Nenno: Ludwig Freiherr von Heyl sen. in einem globalisierten Markt zwischen Industrie und Mode zu Ende der 1920er Jahre, S. 123–150
- Nadine Hoffmann: UNESCO-Welterbe SchUM-Stätten Speyer, Worms und Mainz: Rückblick und Ausblick, S. 151–164
- Bericht des Altertumsvereins Worms e.V. 2020/21, S. 168–170
- Fritz Reuter – Ein Nachruf, S. 171f.

## Der Wormsgau 38, 2022–2023
- Gerold Bönnen: „... würdiger als alle Bürger irgendeiner Stadt“. 950 Jahre Urkunde König Heinrichs IV. für Worms 1074–2024, S. 9–81
- Lucia Raspe: Jerusalem am Rhein? Juden, Christen und die Anfänge jüdischen Lebens in Worms, S. 83–94
- Berthold Schnabel: Der Kerker des heiligen Martin, S. 95–102
- Margit Rinker-Olbrisch: Neuzugang im Stadtarchiv Worms – Schriftgut der Dalbergischen Hospitalstiftung Heßloch Neue Quellen zur Familie der Kämmerer von Worms (gen.) von Dalberg, S. 103–114
- Burkard Keilmann: Pulverdampf an der Pfarrhaustreppe. Führende Deutschkatholiken und ihre Gegner im Vorfeld der Revolution von 1848 in Worms und im südlichen Rheinhessen, S. 115–143
- Rebecca Kumpf: Kommunale Maßnahmen gegen die Erwerbslosigkeit in der Weimarer Republik. Eine exemplarische Untersuchung der Stadt Worms, S. 145–168
- Gundula Werger: Hakenkreuz, Hakennase – Zur Rezeption des Judentums in den Glasfenstern von Heinz Hindorf im Dom und zum Werdegang des Künstlers, S. 169–175
- Hans-Dieter Graf/Gabriele Hannah: Das Rätsel um Ida Goldmann aus Worms, S. 177–180
- Rezensionen, S. 181–187
- Worms-Bibliographie 2018–2022, S. 189–196
- Burkard Keilmann: Jahresberichte des Altertumsvereins 2021/22, 2022/23, S. 197–204

## Der Wormsgau 39, 2024
- Ronald Knöchlein: Altbekannt – aber in neuem Licht. Zu einem Fund der Völkerwanderungszeit des Wormser Museums im Andreasstift, S. 7–10
- Matthias Becher: Civitas publica. Worms als politischer Hauptort Karls des Großen bis zum Brand der Königspfalz im Winter 790/91, S. 11–22
- Rilind Rafuni: Eide – Pfründen – Statuten. Aspekte des Konfliktes zwischen dem Kollegiatstift St. Cyriakus zu Neuhausen und der Universität Heidelberg um 1400, S. 23–50
- Hans Gerd Dormagen: Wilhelm von Efferen, Bischof von Worms (1604–1616) in schwieriger Zeit, S. 51–62
- Hans Oskar Koch: Die Pfarrer- und Kantorenfamilie Stolzenberg/Braun. Ein Beitrag zur Wormser Musikgeschichte des 18. Jahrhunderts, S.	63–76
- Margit Rinker-Olbrisch: Neuer Zugang im Stadtarchiv Worms – Schriftgut aus der Provenienz der Familien Möllinger und Finger in Pfeddersheim mit Blick auf ergänzende Möllinger-Überlieferungen, S. 77–96
- Ferdinand Werner und Reinhard Dietrich: Karl Hofmann – nicht nur in Worms, S. 97–125
- Reinhard Dietrich: Der Dackel am Dom, S. 127f.
- Gundula Werger: Sigmund und seine Brüder. Über den Wormser Juden Sigmund Resch und dessen Herkunftsfamilie, S. 129–138
- Hartmut Ritzheimer: „Keinen einzigen Pfennig davon erhielten wir jemals“. Die Arisierung der Privatklinik Dr. Greif, später Ev. Krankenhaus Hochstift Worms, S. 139–190
- Marzena Kessler: Die Baugeschichte der Mikwe in Worms, S. 191–218
- Gerold Bönnen und Heribert Feldhaus: Eine „zweite“ Wormser Mikwe: Fakten, Fragen und Überlegungen zu einem Fund 1930/31, S. 219–234